# Thémelo
Thémelo är en ort i Grekland.   Den ligger i prefekturen Nomós Prevézis och regionen Epirus, i den västra delen av landet, 300 km nordväst om huvudstaden Aten. Thémelo ligger 35 meter över havet och antalet invånare är 373.
Terrängen runt Thémelo är varierad.Runt Thémelo är det ganska glesbefolkat, med 36 invånare per kvadratkilometer. Närmaste större samhälle är Kanaláki, 6,6 km öster om Thémelo. Trakten runt Thémelo består till största delen av jordbruksmark.